# Una finestra tra le stelle
Una finestra tra le stelle è un singolo della cantante italiana Annalisa, scritto da Francesco Silvestre e pubblicato l'11 febbraio 2015 come terzo estratto dal quarto album in studio Splende.

## Descrizione
Il brano è stato scritto da Kekko Silvestre dei Modà, autore anche di un altro brano del disco, Sento solo il presente, ed è stato presentato al Festival di Sanremo 2015, classificandosi al 4º posto nella serata conclusiva.
Il 20 febbraio 2015 la canzone viene diffusa nello spazio dall'astronauta italiana Samantha Cristoforetti, risultando essere la dodicesima canzone italiana a risuonare oltre il pianeta Terra;
Nel 2017 Annalisa ha presentato una versione del brano in lingua spagnola intitolata Una ventana en las estrellas in occasione della Billboard Latin Music Conference 2017.

## Video musicale
Il video è stato girato dal regista Gaetano Morbioli presso la Villa Mosconi Bertani, celebre villa veneta neoclassica.

## Tracce
Testi e musiche di Francesco Silvestre.
1. Una finestra tra le stelle – 3:31

## Successo commerciale
Con solamente quattro giorni di rilevamento, Una finestra tra le stelle ha debuttato alla 7ª posizione della Top Singoli, per poi raggiungere la quinta durante la settimana successiva e rimanendo nelle prime venti posizioni nelle sei settimane seguenti. Il 13 marzo 2015 è stato certificato disco d'oro dalla Federazione Industria Musicale Italiana per aver raggiunto la soglia delle oltre 25 000 unità vendute, mentre due mesi più tardi è stato certificato disco di platino.
Per quanto riguarda l'airplay radio dedicato ai brani italiani, Una finestra tra le stelle ha debuttato alla 12ª posizione nella prima settimana dell'uscita, per poi raggiungere l'8ª in quella seguente. Nello stesso periodo è risultato il sedicesimo brano più trasmesso della settimana per quanto ne concerne la classifica airplay generale, nonché il dodicesimo secondo l'airplay televisivo.

## Classifiche

### Classifiche settimanali
| Classifica (2015) | Posizione massima |
| ----------------- | ----------------- |
| Italia            | 5                 |

### Classifiche di fine anno
| Classifica (2015) | Posizione |
| ----------------- | --------- |
| Italia            | 67        |

## Cover
Nel 2015 i Gem Boy hanno pubblicato su YouTube una parodia della canzone dal titolo Finestrelle; Durante lo stesso anno anche i PanPers hanno reinterpretato la canzone, pubblicando la loro versione sulla loro pagina Facebook;
Nella seconda puntata della quarta edizione dello spin-off Tale e quale show - Il torneo Giulia Luzi imita Annalisa ottenendo 56 punti.